# Conirostrum
Genre
Le genre Conirostrum comprend 11 espèces de Conirostres, petits passereaux de l'écozone néotropicale, autrefois appelés Sucriers.

## Liste des espèces
D'après la classification de référence du Congrès ornithologique international (ordre phylogénique) :
- Conirostrum margaritae (Holt, 1931) — Conirostre marguerite
- Conirostrum bicolor (Vieillot, 1809) — Conirostre bicolore
- Conirostrum speciosum (Temminck, 1824) — Conirostre cul-roux
- Conirostrum leucogenys (Lafresnaye, 1852) — Conirostre oreillard
- Conirostrum albifrons Lafresnaye, 1842 — Conirostre coiffé
- Conirostrum binghami (Chapman, 1919) — Conirostre géant
- Conirostrum sitticolor Lafresnaye, 1840 — Conirostre à cape bleue
- Conirostrum ferrugineiventre Sclater, 1855 — Conirostre à ventre roux
- Conirostrum tamarugense A. W. Johnson et Millie, 1972 — Conirostre des tamarugos
- Conirostrum rufum Lafresnaye, 1843 — Conirostre roux
- Conirostrum cinereum d'Orbigny et Lafresnaye, 1838 — Conirostre cendré